# Rivière Laviolette
Pour les articles homonymes, voir Laviolette (homonymie).
La rivière Laviolette est un affluent de la rivière du Milieu, coulant dans les cantons de Légaré et de Laviolette, du côté ouest de la rivière Saint-Maurice, dans le territoire non organisé de la Baie-de-la-Bouteille, dans la municipalité régionale de comté (MRC) de Matawinie, dans la région administrative de la Lanaudière, au Québec, au Canada.
Ce cours d'eau fait partie du bassin versant de la rivière Matawin laquelle coule généralement vers l'est pour se déverser sur la rive est de la rivière Saint-Maurice laquelle se déverse à son tour à Trois-Rivières sur la rive nord du fleuve Saint-Laurent.
L’activité économique du bassin versant de la rivière Laviolette est la foresterie et les activités récréotouristiques. Le cours de la rivière coule entièrement en zones forestières. La surface de la rivière est généralement gelée de la mi-décembre jusqu’à la fin mars.

## Géographie
La rivière Laviolette prend sa source à l’embouchure d’un lac sans nom (longueur : 1,1 km ; altitude : 520 m) lequel chevauche les cantons de Légaré et de Boullé, dans le territoire non organisé de Baie-de-la-Bouteille. Ce lac est situé du côté sud-est d’une montagne dont le sommet atteint 583 m où passe la ligne de partage des eaux avec le bassin versant de la rivière Boullé ; ce dernier coule plus ou moins en parallèle du côté ouest de la rivière Laviolette.
L’embouchure de ce lac de tête est située à 24,9 km au nord-ouest de la confluence de la rivière Laviolette, à 41,9 km au nord-ouest du centre du village de Saint-Michel-des-Saints et à 91 km à l'ouest de la confluence de la rivière Matawin.
À partir de l’embouchure du lac de tête, la rivière Laviolette coule sur 31,2 km, selon les segments suivants :
Cours supérieur de la rivière Laviolette (segment de 15,9 km)
- 2,6 km vers le sud dans le canton de Légaré, jusqu’à la rive nord du lac de la Broquerie ;
- 4,5 km vers le sud-est, en traversant le lac de la Broquerie (longueur : 2,6 km pour la partie nord ; longueur : 3,4 km pour la partie sud ; altitude : 457 m), jusqu’à son embouchure ;
- 3,0 km vers le sud, jusqu’à la décharge du lac Malfait (venant de l'ouest) ;
- 3,1 km vers le sud, jusqu’à la décharge de la rivière Laviolette Est (venant du nord-est) ;
- 2,7 km vers le sud, puis le sud-est, en traversant le lac Pradier (longueur : 1,0 km ; altitude : 402 m), puis le lac Dépôt (longueur : 1,4 km ; altitude : 402 m), jusqu’à son embouchure. Note : le lac Dépôt reçoit les eaux de la rivière Laviolette Ouest (venant de l'ouest).

Cours inférieur de la rivière Laviolette (segment de 15,3 km)
- 5,7 km vers le sud-est en passant en fin de segment à côté d’une montagne dont le sommet atteint 550 m, jusqu’à la limite du canton de Laviolette ;
- 2,9 km vers le sud-est en traversant le lac sans nom (altitude : 383 m), jusqu’à la rive nord du lac Laviolette ;
- 2,3 km vers le sud en traversant le lac Laviolette (longueur : 4,3 km en forme de croisant ; altitude : 383 m), jusqu’à son embouchure ;
- 4,4 km vers le sud en traversant la partie sud-est d’un petit lac (altitude : 366 m), jusqu’à la confluence de la rivière[2].

La rivière Laviolette se déverse dans le canton de Laviolette, sur la rive nord-est de la rivière du Milieu.
La confluence de la rivière Laviolette est située à :
- 26,0 km au nord du centre du village de Saint-Michel-des-Saints ;
- 23,6 km au nord-ouest de l’embouchure du réservoir Taureau ;
- 81 km à l'ouest de la confluence de la rivière Matawin.

## Toponymie
Le terme Laviolette constitue un patronyme de famille d’origine française.
Le toponyme rivière Laviolette a été officialisé le 5 décembre 1968 à la Commission de toponymie du Québec.